# Azerbeidzjaanse Wikipedia
De Azerbeidzjaanse Wikipedia (Azerbeidzjaans: Azərbaycanca Vikipediya) is een uitgave in de Azerbeidzjaanse taal van de online encyclopedie Wikipedia.
De Azerbeidzjaanse Wikipedia ging in januari 2002 van start. In 2014 waren er circa 100.000 artikelen. Begin juli 2021 stond het aantal artikelen op 180.000. Per 2021 waren er circa 227.000 geregistreerde gebruikers. Slechts 0,3 procent van hen waren echter actieve gebruikers.